# Clase MO
La Clase MO (en ruso: Малый Охотник, romanizado: Malyj Okhotnik, lit. 'pequeño cazador'), apodados Moshka (mosquito), es una clase de pequeños barcos de guerra producidos antes y durante la Segunda Guerra Mundial para la Armada Soviética. Su función principal originalmente era la guerra antisubmarina. Durante la guerra, desempeñaron muchas funciones adicionales, desde apoyar operaciones de desembarco hasta escoltar convoyes. Se construyeron más de 350 unidades.

## Antecedentes
A principios de la década de 1930, el enfoque principal de la construcción naval soviética era construir pequeños patrulleros y botes con diversas funciones. Entre ellos, una gran parte consistía en barcos cazadores de submarinos. La clase MO fue la primera clase de barco cazador de submarinos construida por los soviéticos, con la abreviatura que significa «Pequeño Cazador». A diferencia de los buques torpederos, los barcos de la clase MO no estaban equipados con tubos lanzatorpedos, sino con lanzadores de carga de profundidad.

## Diseño

### Tipos MO-1, MO-2 y MO-3
El primer barco de la clase fue el patrullero fronterizo PK-139 de 51 toneladas, al que se le dio la designación de clase MO-1 en 1935. Posteriormente entró en producción un barco un poco más rápido, con la designación MO-2. Entre 1935 y 1936 se construyeron entre 27 y 36 barcos de esta clase. Un MO-3 ligeramente modificado entró en producción limitada, lo que resultó en la construcción de cuatro barcos.

### Tipo MO-4
El MO-4 fue el tipo más producido de la clase, con aproximadamente 250 unidades construidas. Era una variante del MO-2 ligeramente modificada, con una popa más vertical y ligeramente más baja. Fue diseñado en la oficina de construcción N.º 5 de la NKVD en Leningrado. El barco no tenía blindaje y tenía una estructura de madera, pero constaba de nueve secciones aisladas entre sí, que permitían mantenerse a flote incluso después de sufrir graves daños. Los buques estaban equipados con tres motores GAM-34BS que proporcionaban una potencia de 850 shp (630 kW), pero muchos barcos en serie de producción tenían la potencia del motor reducida a 675 shp (503 kW) para aumentar la vida útil del motor. Las principales armas del barco eran las cargas de profundidad y los cañones semiautomáticos de 45 mm (21-K). Los barcos también tenían un par de ametralladoras antiaéreas DShK. Los barcos MO-4 se construyeron en varios astilleros, incluidos Leningrado, Múrmansk y Astracán desde 1937 hasta 1943.

### Tipo BMO
En el verano de 1943, los astilleros de Leningrado diseñaron una nueva variante para remediar la falta de blindaje del MO-4. La letra "B" significaba "бронированный" (en ruso, bronirovannyj; en español, blindado). La nueva nave estaba construida en acero, con un blindaje de hasta 12 mm protegiendo el motor. Uno de los cañones de 45 mm fue reemplazado por un cañón antiaéreo 70K de 37 mm, que tenía un mayor rendimiento en el papel antiaéreo. Se construyeron cuarenta y ocho durante la guerra y otros dieciocho en la segunda mitad de 1945.

## Historial de servicio
Los barcos de la clase MO llevaron a cabo una gran cantidad de funciones durante la guerra, sirviendo en todas las flotas. Sus tareas incluían patrullar el perímetro de las bases navales, cazasubmarinos, escoltar convoyes, colocar y desarmar minas, apoyar desembarcos anfibios y luchar contra pequeños barcos enemigos. Algunos barcos individuales que se distinguieron especialmente en combate se enumeran a continuación.

### MO-103
Este es uno de los barcos MO más famosos. El 30 de julio de 1944 hundió el submarino alemán U-250 en aguas poco profundas del Mar Báltico. El comandante del U-250 y cinco tripulantes sobrevivieron y fueron capturados. El submarino alemán fue recuperado por las fuerzas soviéticas a principios de septiembre y trasladado a Leningrado. Para deleite de los ingenieros, el submarino tenía torpedos acústicos secretos intactos a bordo.

### MO-144
Anteriormente llamado MO-113. Hundió el submarino alemán U-679 el 9 de enero de 1945 en el mar Báltico.

### O-65
Anteriormente conocido como PK-125, SKA-124 y SKA-65. Sirvió en la Flota del Mar Negro. Por su desempeño generalmente sobresaliente fue nombrado "barco de guardias" el 25 de julio de 1943. Sobrevivió hasta el final de la guerra.

### SKA-84
Sirvió en la Flota del Mar Negro. Durante la guerra, el barco destruyó dos lanchas patrulleras enemigas y un avión. El barco también escoltó un total de 184 barcos en misiones de convoy y eliminó 20 minas marinas durante las misiones de barrido de minas. El SKA-84 fue el primer barco de la Armada soviética en tener instalada la variante naval del Katiusha de 82 mm (3,2 plg). Hundido por fuego de artillería el 11 de septiembre de 1943 cerca de Novorosíisk.